# Norma Smallwood
Norma Descygne Smallwood (Tulsa, 12 maggio 1909 – Wichita, 8 maggio 1966) è stata una modella statunitense, eletta Miss America 1926.
La Smallwood aveva in precedenza vinto il titolo di Miss Tulsa e si era diplomata all'età di sedici anni.  Al momento dell'incoronazione, la modella era una studentessa della Oklahoma College for Women.  Smallwood è stata la prima nativa americana (Cherokee) a vincere il titolo. Era la figlia di Edward Smallwood e Mahalia Angela (Robinette) Smallwood.
Norma Smallwood è stata sposata per due volte. Dal suo primo matrimonio, con Thomas Gilcrease (3 settembre 1928–3 ottobre 1933), è nata una figlia, Des Cygne L'Amour Gilcrease, nata il 12 giugno 1929 a Tulsa. Il matrimonio finì il 2 maggio 1934, ed al padre fu affidata la tutela unica della figlia. Il suo secondo marito fu George H. Bruce, presidente della Aladdin Petroleum Corporation.
Norma Smallwood morì l'8 maggio 1966 a Wichita, Kansas, all'età di cinquantasei anni.